# فهرست فینال‌های جام جهانی فوتبال
جام جهانی فیفا که همچنین با نام جام جهانی فوتبال و یا به‌طور خلاصه، با نام جام جهانی شناخته می‌شود، مسابقات حرفه‌ای فوتبال است که در رده مردان و بین اعضای فدراسیون بین‌المللی فوتبال ٬فیفا برگزار می‌شود. این مسابقات از سال ۱۹۳۰ به‌طور مرتب و هر ۴ سال یکبار برگزار می‌شود و تنها در سال‌های ۱۹۴۲ و ۱۹۴۶ و به علت جنگ جهانی دوم برگزار نشده‌است. قهرمان فعلی این مسابقات، کشور آرژانتین است که در مسابقات سال ۲۰۲۲ قطر در مقابل فرانسه با نتیجه ۳ بر ۳ و سپس پنالتی ۴-۲ قهرمان شد.جام جهانی بعدی در امریکا،کانادا،مکزیک خواهد بود.
تاکنون ۲۲ جام جهانی برگزار شده‌است و تنها ۹ کشور موفق به فتح این مسابقات شدند که کشور برزیل با ۵ قهرمانی، پرافتخارترین تیم این رقابت هاست.
و تنها تیمی است که در تمام مسابقات مقدماتی حضور داشته‌است.
آلمان و ایتالیا با چهار قهرمانی، دومین تیم پرافتخار دنیا هستند. آرژانتین  با ۳ قهرمانی و اروگوئه و فرانسه با ۲ قهرمانی و انگلستان و اسپانیا کشورهای دیگری هستند که تجربه کسب عنوان قهرمانی را دارند.
جام جهانی، پربیننده‌ترین رویداد ورزشی است بطوریکه بازی فینال جام جهانی سال ۲۰۰۶ را که در کشور آلمان برگزار شد، ۷۱۵٫۱ میلیون نفر در سرتاسر دنیا به صورت زنده تماشا کردند.

## دور نهایی
- †  نتیجهٔ بازی در طول وقت اضافه
- ‡  نتیجهٔ بازی نهایی در ضربات پنالتی

| سال  | برندگان    | نتیجه نهایی | تیم دوم    | محل                                      | مکان                                      | منابع         |
| ---- | ---------- | ----------- | ---------- | ---------------------------------------- | ----------------------------------------- | ------------- |
| ۱۹۳۰ | اروگوئه    | ۴–۲         | آرژانتین   | ورزشگاه سنتناریو                         | مونته‌ویدئو٬ اروگوئه                       | [ ۷ ] [ ۸ ]   |
| ۱۹۳۴ | ایتالیا    | ۱-۲†        | چکسلواکی   | ورزشگاه ملی پی‌ان‌اف                       | رم٬ ایتالیا                               | [ ۹ ] [ ۱۰ ]  |
| ۱۹۳۸ | ایتالیا    | ۴–۲         | مجارستان   | ورزشگاه المپیک ایو-دو-منوا               | پاریس٬ فرانسه                             | [ ۱۱ ] [ ۱۲ ] |
| ۱۹۵۰ | اروگوئه    | ۲–۱†        | برزیل      | ورزشگاه ماراکانا                         | ریو دوژانیرو٬ برزیل                       | [ ۱۳ ] [ ۱۴ ] |
| ۱۹۵۴ | آلمان غربی | ۲-۳         | مجارستان   | ورزشگاه وانکدورف                         | برن (شهر)٬ سوئیس                          | [ ۱۵ ] [ ۱۶ ] |
| ۱۹۵۸ | برزیل      | ۲-۵         | سوئد       | ورزشگاه روسوندا                          | سولنا٬ سوئد                               | [ ۱۷ ] [ ۱۸ ] |
| ۱۹۶۲ | برزیل      | ۱-۳         | چکسلواکی   | ورزشگاه ملی خولیو مارتینز پرادانوس       | سانتیاگو٬ شیلی                            | [ ۱۹ ] [ ۲۰ ] |
| ۱۹۶۶ | انگلستان   | ۲-۴†        | آلمان غربی | ورزشگاه ومبلی                            | لندن٬ انگلستان                            | [ ۲۱ ] [ ۲۲ ] |
| ۱۹۷۰ | برزیل      | ۱-۴         | ایتالیا    | ورزشگاه آزتیکا                           | مکزیکو سیتی٬ مکزیک                        | [ ۲۳ ] [ ۲۴ ] |
| ۱۹۷۴ | آلمان غربی | ۱-۲         | هلند       | ورزشگاه المپیک مونیخ                     | مونیخ٬ آلمان غربی                         | [ ۲۵ ] [ ۲۶ ] |
| ۱۹۷۸ | آرژانتین   | ۱-۳†        | هلند       | ورزشگاه مونومنتال آنتونیو وسپوکیو لیبرتی | بوئنوس آیرس٬ آرژانتین                     | [ ۲۷ ] [ ۲۸ ] |
| ۱۹۸۲ | ایتالیا    | ۱-۳         | آلمان غربی | ورزشگاه سانتیاگو برنابئو                 | مادرید٬ اسپانیا                           | [ ۲۹ ] [ ۳۰ ] |
| ۱۹۸۶ | آرژانتین   | ۲-۳         | آلمان غربی | ورزشگاه آزتیکا                           | مکزیکو سیتی٬ مکزیک                        | [ ۳۱ ] [ ۳۲ ] |
| ۱۹۹۰ | آلمان غربی | ۰-۱         | آرژانتین   | ورزشگاه المپیک رم                        | رم٬ ایتالیا                               | [ ۳۳ ] [ ۳۴ ] |
| ۱۹۹۴ | برزیل      | ۰-۰‡        | ایتالیا    | ورزشگاه رز بول                           | پاسادینا، کالیفرنیا ٬ ایالات متحده آمریکا | [ ۳۵ ] [ ۳۶ ] |
| ۱۹۹۸ | فرانسه     | ۰-۳         | برزیل      | استاد دو فرانس                           | سن دنی، سن سن دنی٬ فرانسه                 | [ ۳۷ ] [ ۳۸ ] |
| ۲۰۰۲ | برزیل      | ۰-۲         | آلمان      | ورزشگاه بین‌المللی یوکوهاما               | یوکوهاما٬ ژاپن                            | [ ۳۹ ] [ ۴۰ ] |
| ۲۰۰۶ | ایتالیا    | ۱-۱‡        | فرانسه     | ورزشگاه المپیک برلین                     | برلین٬ آلمان                              | [ ۴۱ ] [ ۴۲ ] |
| ۲۰۱۰ | اسپانیا    | ۰-۱†        | هلند       | ساکر سیتی                                | ژوهانسبورگ٬ آفریقای جنوبی                 | [ ۴۳ ] [ ۴۴ ] |
| ۲۰۱۴ | آلمان      | ۰-۱†        | آرژانتین   | ورزشگاه ماراکانا                         | ریو د ژانیرو٬ برزیل                       | [ ۴۵ ] [ ۴۶ ] |
| ۲۰۱۸ | فرانسه     | ۲-۴         | کرواسی     | ورزشگاه لوژنیکی                          | مسکو، روسیه                               | [ ۴۷ ] [ ۴۸ ] |
| ۲۰۲۲ | آرژانتین   | ۳-۳‡        | فرانسه     | ورزشگاه ملی لوسیل                        | لوسیل، قطر                                | –             |
| ۲۰۲۶ |            | -           | -          | ورزشگاه متلایف                           | رادرفورد شرقی، آمریکا                     | –             |

### نقشه

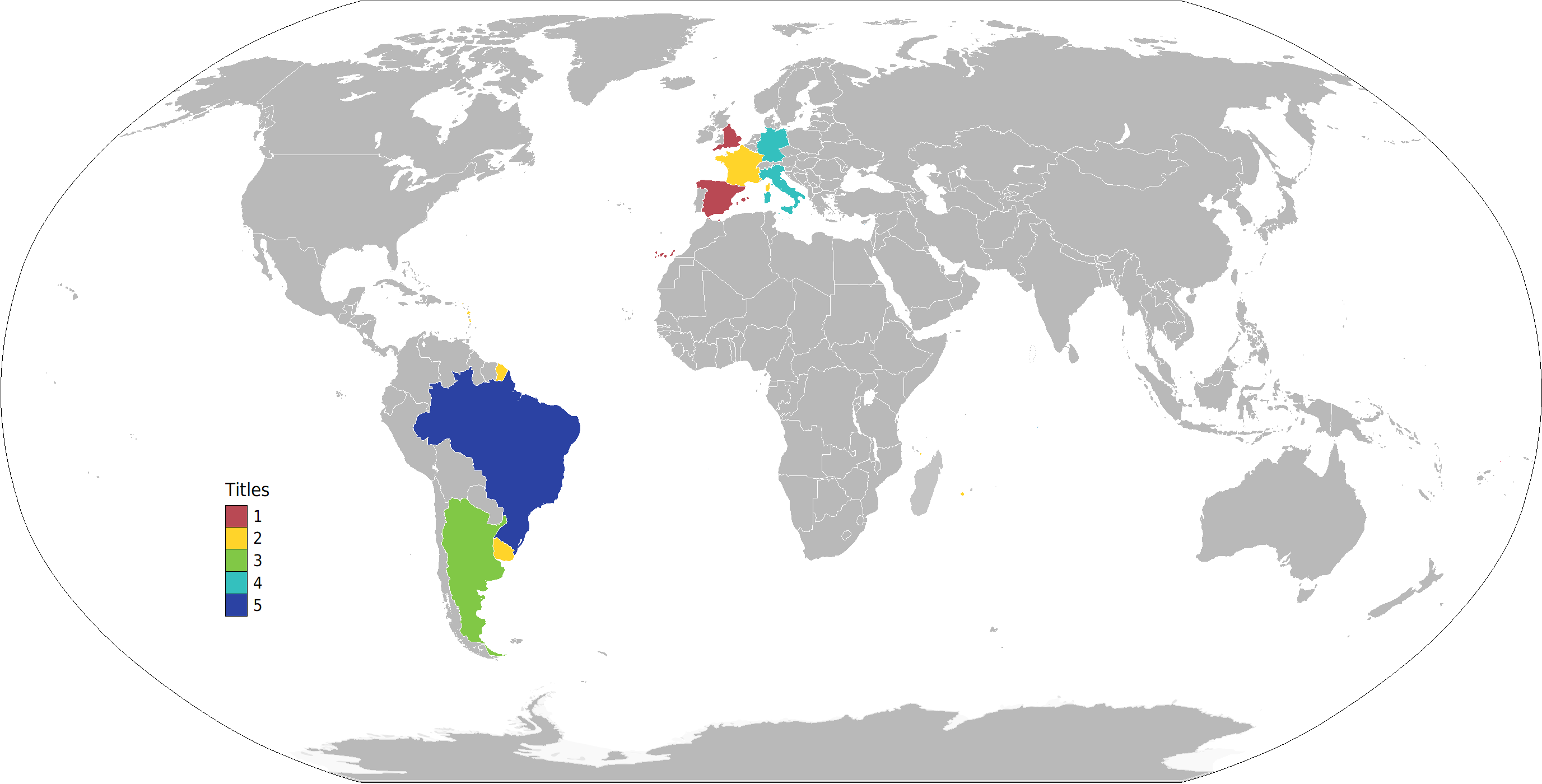
کشورهای برنده روی نقشه

## نتایج
| تیم ملی  | حضور در فینال | قهرمانی | نایب قهرمانی | سال‌های قهرمانی | سال‌های نایب قهرمانی                                                                        |
| -------- | ------------- | ------- | ------------ | --- | ------------------------------------------------------------------------------------------ |
| برزیل    | ۷             | ۵       | ۲            | جام جهانی فوتبال ۱۹۵۸, جام جهانی فوتبال ۱۹۶۲, جام جهانی فوتبال ۱۹۷۰, جام جهانی فوتبال ۱۹۹۴, جام جهانی فوتبال ۲۰۰۲ | جام جهانی فوتبال ۱۹۵۰, جام جهانی فوتبال ۱۹۹۸                                               |
| آلمان    | ۸             | ۴       | ۴            | جام جهانی فوتبال ۱۹۵۴, جام جهانی فوتبال ۱۹۷۴, جام جهانی فوتبال ۱۹۹۰, جام جهانی فوتبال ۲۰۱۴                        | جام جهانی فوتبال ۱۹۶۶, جام جهانی فوتبال ۱۹۸۲, جام جهانی فوتبال ۱۹۸۶, جام جهانی فوتبال ۲۰۰۲ |
| ایتالیا  | ۶             | ۴       | ۲            | جام جهانی فوتبال ۱۹۳۴, جام جهانی فوتبال ۱۹۳۸, جام جهانی فوتبال ۱۹۸۲, جام جهانی فوتبال ۲۰۰۶                        | جام جهانی فوتبال ۱۹۷۰, جام جهانی فوتبال ۱۹۹۴                                               |
| آرژانتین | ۶             | ۳       | ۳            | جام جهانی فوتبال ۱۹۷۸, جام جهانی فوتبال ۱۹۸۶,جام جهانی فوتبال ۲۰۲۲                                                | جام جهانی فوتبال ۱۹۳۰, جام جهانی فوتبال ۱۹۹۰, جام جهانی فوتبال ۲۰۱۴                        |
| فرانسه   | ۴             | ۲       | ۲            | جام جهانی فوتبال ۱۹۹۸, جام جهانی فوتبال ۲۰۱۸                                                                      | جام جهانی فوتبال ۲۰۰۶                                                                      |
| اروگوئه  | ۲             | ۲       | ۰            | جام جهانی فوتبال ۱۹۳۰, جام جهانی فوتبال ۱۹۵۰                                                                      | –                                                                                          |
| انگلستان | ۱             | ۱       | ۰            | جام جهانی فوتبال ۱۹۶۶                                                                                             | –                                                                                          |
| اسپانیا  | ۱             | ۱       | ۰            | جام جهانی فوتبال ۲۰۱۰                                                                                             | –                                                                                          |
| هلند     | ۳             | ۰       | ۳            | – | جام جهانی فوتبال ۱۹۷۴, جام جهانی فوتبال ۱۹۷۸, جام جهانی فوتبال ۲۰۱۰                        |
| چکسلواکی | ۲             | ۰       | ۲            | – | جام جهانی فوتبال ۱۹۳۴, جام جهانی فوتبال ۱۹۶۲                                               |
| مجارستان | ۲             | ۰       | ۲            | – | جام جهانی فوتبال ۱۹۳۸, جام جهانی فوتبال ۱۹۵۴                                               |
| سوئد     | ۱             | ۰       | ۱            | – | جام جهانی فوتبال ۱۹۵۸                                                                      |
| کرواسی   | ۱             | ۰       | ۱            | – | جام جهانی فوتبال ۲۰۱۸                                                                      |

| کنفدراسیون | حضور | قهرمانی | نایب قهرمانی |
| ---------- | ---- | ------- | ------------ |
| یوفا       | ۲۹   | ۱۲      | ۱۷           |
| کونمبول    | ۱۵   | ۱۰      | ۵            |